# لایمن (بادن)
شهر لایمن (به آلمانی: Leimen) در ایالت بادن-وورتمبرگ در کشور آلمان واقع شده‌است.